# Epsilon Leporis
Epsilon Leporis (2 Leporis) é uma estrela na direção da constelação de Lepus. Possui uma ascensão reta de 05h 05m 27.65s e uma declinação de −22° 22′ 15.1″. Sua magnitude aparente é igual a 3.19. Considerando sua distância de 227 anos-luz em relação à Terra, sua magnitude absoluta é igual a −1.02. Pertence à classe espectral K4III.